# Tyske naziledere
Tyske naziledere
NSDAP, (nazipartiets) ledere og officials.

## A
- Gunter d'Alquen – Redaktør for SS-bladet Das Schwarze Korps og SS-Standarte Kurt Eggers, død 1998.
- Ludolf von Alvensleben – SS-Gruppenführer, død 1970
- Max Amann
- Benno von Arent
- Heinz Auerswald – kommissær for det jødiske bydel") i Warszawa, Polen fra april 1941 til november 1942. død 1970
- Hans Aumeier – SS-Sturmbannführer og stedfortrædende kommandant i koncentrationslejren Auschwitz fra 1942 til 1943, hængt 1947
- Artur Axmann – leder af Hitlerjugend (HJ), død 1996

## B
- Erich von dem Bach-Zelewski – SS-officer, SS-Obergruppenführer. Idømt livsvarigt fængslet for krigsforbrydelser i Polen. Død 1972 i fængslet.
- Herbert Backe
- Richard Baer – Sturmbannführer i SS. Leder af koncentrationslejren Auschwitz I fra maj 1944 til februar 1945.
- Alfred Baeumler
- Klaus Barbie
- Gottlob Berger
- Werner Best – SS-Obergruppenführer og Rigsbefuldmægtiget i Danmark fra november 1942 til besættelsens afslutning. Død 1989.
- Hans Biebow
- Paul Blobel
- Werner von Blomberg
- Hans-Friedrich Blunck
- Josef Blösche
- Horst Böhme
- Ernst Boepple
- Ernst Wilhelm Bohle
- Martin Bormann
- Philipp Bouhler
- Viktor Brack
- Karl Brandt
- Alois Brunner
- Walter Buch
- Karl Buck
- Wilhelm Burgdorf
- Josef Bürckel
- Anton Burger

## C
- Werner Catel – Professor i Neurologi og psykiatri ved Universitetet i Leipzig, deltog Aktion T4 "eutanasi"-program.
- Heinrich Claß
- Carl Clauberg
- Leonardo Conti

## D
- Kurt Daluege
- Richard Walther Darré
- Josef "Sepp" Dietrich
- Otto Dietrich
- Oskar Dirlewanger
- Horst Dressler-Andress
- Anton Drexler

## E
- Irmfried Eberl
- Adolf Eichmann – Obersturmbannführer i SS. Håndterede logistikken bag masse-deportationerne af jøder til ghettoer og udryddelseslejre i det tysk besatte Østeuropa. Hængt i Jerusalem, 1962.
- Theodor Eicke
- August Eigruber
- Hermann Esser
- Richard Euringer

## F
- Hermann Fegelein
- Karl Fiehler
- Ludwig Fischer
- Otto Förschner
- Albert Förster
- Hans Frank
- Karl Hermann Frank
- Roland Freisler
- Wilhelm Frick
- Hans Fritzsche
- Walther Funk

## G
- Karl Gebhardt
- Achim Gercke
- Kurt Gerstein
- Odilo Globocnik
- Richard Glücks
- Joseph Goebbels
- Wilhelm Göcke
- Hermann Göring
- Amon Goeth
- Ulrich Greifelt
- Robert Ritter von Greim
- Arthur Greiser
- Wilhelm Grimm
- Joseph Grohé
- Walter Groß
- Kurt Gruber
- Otto Günsche
- Hans Günther (må ikke forveksles med Hans Friedrich Karl Günther)
- Franz Gürtner

## H
- Eugen Hadamovsky
- Ernst Hanfstaengl
- Karl Hanke
- Fritz Hartjenstein
- Paul Hausser
- Franz Hayler
- Heinrich Heim
- August Heißmeyer
- Otto Herzog
- Rudolf Heß (må ikke forveksles med Rudolf Höß)
- Walther Hewel
- Werner Heyde
- Reinhard Heydrich
- Konstantin Hierl
- Erich Hilgenfeldt
- Heinrich Himmler
- Hans Hinkel
- August Hirt
- Adolf Hitler
- Hermann Höfle
- Rudolf Hess
- Rudolf Höß (må ikke forveksles med Rudolf Hess)
- Franz Hofer

## J
- Karl Jäger
- Ernst Jarosch
- Friedrich Jeckeln
- Alfred Jodl
- Hanns Johst
- Hans Jüttner
- Rudolf Jung

## K
- Ernst Kaltenbrunner
- Karoly Kampmann
- Karl Kaufmann
- Wilhelm Keitel
- Wilhelm Keppler
- Hanns Kerrl
- Dietrich Klagges
- Wilhelm Kleinmann
- Josef Klehr
- Helmut Knochen
- Erich Koch
- Ilse Koch
- Karl Otto Koch
- Max Koegel
- Franz Konrad
- Wilhelm Koppe
- Josef Kramer
- Fritz Krebs
- Bernhard Krüger
- Friedrich Wilhelm Krüger
- Gustav Krupp von Bohlen und Halbach

## L
- Hans Lammers
- Herbert Lange
- Adolf Lenk
- Robert Ley
- Arthur Liebehenschel
- Heinz Linge
- Julius Lippert
- Michael Lippert
- Dietrich Loder
- Wilhelm Loeper
- Georg Lörner
- Hinrich Lohse
- Werner von Lorenz
- Hanns Ludin
- Martin Luther
- Viktor Lutze

## M
- Emile Maurice
- Kurt Mayer
- Herbert Mehlborn
- Josef Mengele
- Alfred Meyer
- Konrad Meyer
- Kurt Meyer
- Wilhelm Mohnke
- Heinrich Müller
- Eugen Mündler

## N
- Alfred Naujocks
- Arthur Nebe
- Hermann Neef
- Karl Neuhaus
- Konstantin Freiherr von Neurath

## O
- Herta Oberheuser
- Otto Ohlendorf – Gruppenführer i Schutzstaffel (SS). Leder af Einsatzgruppe D som var underlagt Sicherheitsdienst (SD). Hængt i 1951.

## P
- Günther Pancke
- Helmuth von Pannwitz
- Otto Paul
- Joachim Peiper
- Salomon Franz von Pfeffer
- Henry Picker
- Paul Pleiger
- Oswald Pohl
- Franz von Pfeffer
- Erich Priebke
- Hans-Adolf Prützmann

## R
- Erich Raeder
- Karl Rahm
- Rudolf Rahn
- Friedrich Rainer
- Erich Rajakowitsch
- Sigmund Rascher
- Walther Rauff
- Hermann Rauschning
- Hanns Rauter
- Walter Reder
- Wilhelm Reinhard
- Fritz Reinhardt
- Adrian von Renteln
- Joachim von Ribbentrop
- Rolf Rienhardt
- Ernst Röhm
- Erwin Rösener
- Alfred Rosenberg
- Wilhelm Ruder
- Ernst Rudin
- Bernhard Rust

## S
- Fritz Sauckel
- Hjalmar Schacht
- Emanuel Schaefer
- Paul Schäfer
- Gustav Adolf Scheel
- Walther Schellenberg – Brigadeführer i SS.
- Hans Schemm
- Dr. Ernst Günther Schenck
- Wilhelm Schepmann
- Oskar Schindler
- Baldur von Schirach
- Hanns-Martin Schleyer
- Franz Schlegelberger
- Albrecht Schmelt
- Carl Schmitt
- Kurt Schmitt
- Paul Schmitthenner
- Gertrud Scholtz-Klink
- Kurt Freiherr von Schröder
- Walther Schultze
- Arthur Schürmann
- Franz Xaver Schwarz
- Heinrich Schwarz
- Siegfried Seidl
- Franz Seldte
- Arthur Seyss-Inquart
- Gustav Simon
- Albert Speer
- Walter Stang
- Franz Stangl
- Johannes Stark
- Otto Steinbrink
- Gregor Strasser
- Otto Straßer
- Julius Streicher
- Jürgen Stroop
- Otto von Stülpnagel
- Friedrich Syrup

## T
- Josef Terboven
- Otto Thierack
- Fritz Todt
- Hans Trummler
- Hans von Tschammer und Osten
- Jacob von Schultz

## V
- Xavier Vallat
- Albert Vögler
- Hermann Voß

## W
- Hilmar Wäckerle
- Otto Wagener
- Adolf Wagner
- Gerhard Wagner
- Josef Wagner
- Robert Heinrich Wagner
- Kurt Waldheim
- Christian Weber
- Wilhelm Weiß
- Helmuth Weidling
- Martin Gottfried Weiss
- Horst Wessel
- Robert Wetzel
- Max Winkler
- Giselher Wirsing
- Christian Wirth
- Hermann Wirth
- Karl Wolff

## Z
- Adolf Ziegler – Præsident for Reichskammer der Bildenden Künste, død 1959. Hitlers favorit maler.
- Matthes Ziegler
- Wilhelm Ziegler
- Hans Zöberlein
- Franz Ziereis – Leder af koncentrationslejren Mauthausen-Gusen fra 1939 til lejren blev befriet i 1945. Død 1945.